# Exocentrus flemingiae
Exocentrus flemingiae är en skalbaggsart som beskrevs av Fisher 1932. Exocentrus flemingiae ingår i släktet Exocentrus och familjen långhorningar.
Artens utbredningsområde är Laos. Inga underarter finns listade i Catalogue of Life.